# أبهينافاغوبتا
أبهينافاغوبتا (950- 1016)، هو فيلسوف ومتصوف وعالم في الجمال من كشمير، واعتبر أيضًا موسيقيًا له أثره، وشاعرا وكاتبًا مسرحيًا ومفسرًا وعالم ألهيات وعالم منطق، وصاحب شخصية موسوعية الثقافة أثرت تأثيرًا عظيمًا على الثقافة الهندية.
ولد في كشمير في عائلة من العلماء والصوفيين ودرس جميع مدارس الفلسفة والفن في عصره بتوجيه مايقرب من 15 معلما ومرشدا هندوسيا أو أزيد. أتم خلال حياته الطويلة 35 عملا، ويعد أكبرها وأشهرها تانترالوكا، وهو بحث موسوعي عن كل الجوانب الفلسفية والعملية لكاولا وتريكا (تعرف اليوم بشيفية كشمير)؛ وكان أحد إسهاماته المهمة أيضا في حقل الفلسفة الجمالية، وهو تفسير أبهينافابهاراتي لنص ناتياساسترا للمسرحي بهاراتا موني.

## حياته
لم يكن أبهينافاغوبتا اسمه الحقيقي، بل أخذ قليلا من معلمه، ليحمل معنى الأهلية والموثوقية. ويفصح أيضا جاياراثا (1150-1200م) الذي كان أبرز المفسرين لأبهينافاغوبتا في تحليله عن ثلاثة معان أخرى وهي: 'البقاء متيقظا دوما' و'الوجود في كل مكان' و'محمي بالتمجيد'. يذكر رانيرو غنولي، وهو عالم السنسكريتية الوحيد الذي أتم ترجمة تانترالوكا بلغة أوروبية، أن 'أبهينافا' تعني أيضا 'جديد' كإشارة إلى القوة الخالقة المتجددة دوما في تجربته الصوفية.
ونعرف من خلال جاياراثا أن أبهينافاغوبتا كان يملك الصفات الستة جميعها، المطلوبة لمتلقي المنزلة العليا للساكيتباتا، وتصف النصوص المقدسة (سريبورفاساسترا) وهي: الإيمان الثابت بالله، وفهم الابتهالات، السيطرة على المبادئ الموضوعية (إشارة إلى مبادئ  الواقع 'التاتفا' المئة وستة وثلاثون)، النجاح في كل الأنشطة التي يؤديها، وإبداعًا شعريًا ومعرفة فطرية بكل حقول المعرفة.
يتوازن إبداع أبهينافاغوبتا جيدا بين فروع الثالوث (تريكا) وهي: الإرادة والمعرفة والفعل؛ تضم أعماله أغان تعبدية وأعمالًا أكاديمية وفلسفية وأعمالًا تصف الشعائر وممارسات اليوغا.
يعتبر كمؤلف منظما للفكر الفلسفي، حيث أعاد بناء المعرفة الفلسفية وعقلنها ونسقها بصيغة أكثر تماسكا، مقيّما جميع المصادر المتوفرة في عصره، بشكل لا يختلف عن باحث علمي حديث في الدراسات الهندية.
يصف علماء معاصرون كثر أبهينافاغوبتا «بالعالم اللامع والقديس»، و«ذروة التطور لشيفية كشمير» و«مدركًا لفلسفة اليوغا».

## الخلفية الاجتماعية والعائلة والتلاميذ

### مولد سحري
إن المصطلح الذي يصف فيه أبهينافاغوبتا أصوله بنفسه هو «يوجينبهو» أي «مولود لسيدة اليوغا»؛ يعتبر في شيفية كشمير وخصوصا في كاولا أن سلالة الآباء «الراسخة في ذات الإله بهايرافا» ينعم عليهم بقدرات روحية وفكرية عظيمة، ويفترض من هذا الطفل أن يكون «مستودع المعرفة» الذي، وحتى في الرحم، لديه شكل الإله شيفا»؛ ويعدد فقط بضع صفات كلاسيكية لمن مثله.

### والداه
توفيت أمه فيمالا عندما كان عمره سنتين، وكرد فعل لفقدانه أمه الذي يقال أنه كان متعلقا بها جدا، كبر مبتعدا عن الحياة الدنيوية وركز على المساعي الروحية.
وفضّل والده ناراسيمها غوبتا بعد وفاة زوجته حياة الزهد، مربيا أبناءه الثلاثة. كان ذو عقل مثقف وقلب «يزدان بإخلاص تام للإله شيفا» (بكلمات أبهينافاغوبتا نفسه). كان معلم أبهينافاغوبتا الأول في القواعد والمنطق والأدب.

### العائلة
كان لأبهينافاغوبتا أخ وأخت، كان أخوه مانوراثا مخلصا عارفا للإله شيفا، وأخته أمبا (وهو الاسم المحتمل وفقا لنافجيفان راستوجي) كرست نفسها للعبادة بعد وفاة زوجها في أواخر حياتها.
أما ابن عمه كارنا، فأثبت منذ شبابه بأنه استوعب جوهر الشيفية وكان مستقلا عن العالم. ويعتقد أن زوجته كانت أخت أبهينافاغوبتا الكبرى أمبا، التي نظرت لأخيها اللامع بوقار. كان لكارنا وأمبا ابن وهو يوغيسفاريداتا الذي كان موهوبا قبل أوانه باليوغا (تتضمن كلمة يوغيسفار معنى «سيد اليوغا»).
يذكر أبهينافاغوبتا أيضا تلميذه راماديفا بأنه مكرس نفسه بإخلاص لدراسة الكتب المقدسة وخدمة سيده. وكان لديه ابن عم آخر يدعى كسيما، ومن المحتمل أنه ذات التلميذ اللامع كسيماراجا. وكان مضيفهم في منزل في الضواحي ماندرا صديق طفولة كارنا، ولم يكن غنيا فقط وذو شخصية محببة، بل على قدر مساو من التعليم. وأخيرا وليس آخرا، كانت فاتاسيكا خالة ماندرا، التي ذكرها أبهينافاغوبتا بشكل خاص لعنايتها به بإخلاص استثنائي واهتمام، وليعبر عن امتنانه أعلن أبهينافاغوبتا بأنها تستحق أن يعزى إليها الإكمال الناجح لعمله.
والظاهر أن أبهينافاغوبتا عاش في بيئة محتضنة ومحمية، إذ تلقت طاقاته الإبداعية كل الدعم التي احتاجته. كل من حوله كان مليئا بالاتقاد الروحي واتخذو من أبهينافاغوبتا سيدهم الروحي. كانت هذه المجموعة الداعمة من العائلة والأصدقاء على قدر متساو من الضرورة كما هي صفات العبقرية الشخصية خاصته لإكمال عمل بحجم تانترالوكا.
وأخيرا إلى الضمير، مثل هذه الطريقة صعبة لكنها سريعة جدا ومخصوصة للذين أزالوا حدود عقلهم وللأنقياء.
كان سامبهوناثا من طلب منه أن يكتب التانترالوكا. وكمرشد روحي، كان له تأثير عظيم في بناء التانترالوكا وفي حياة مبدعه أبهينافاغوبتا.
ذكر أبهينافاغوبتا إثني عشر معلما بالاسم دون تفاصيل. ويعتقد أنه كان لأبهينافاغوبتا معلمان ثانويان آخران. وخلال حياته، جمع عددا كبيرا من النصوص التي اقتبس منها في أكبر أعماله، رغبة منه في خلق نظام جامع وشامل، إذ يمكن حل التناقضات بين الكتب المقدسة المختلفة عن طريق تكوين وجهة نظر أوسع.

## روابط خارجية
- أبهينافاغوبتا على موقع الموسوعة البريطانية (الإنجليزية)